# Cutman

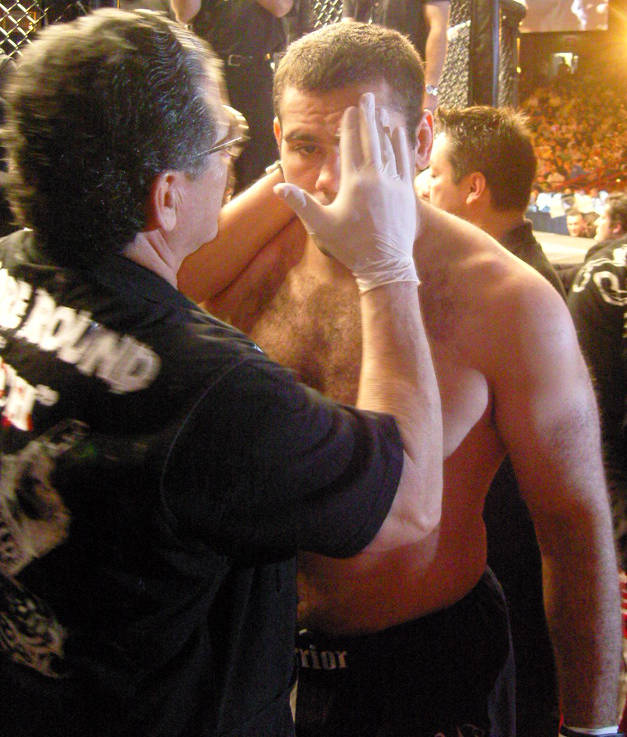
Jacob "Stitch" Duran, cutman, préparant son boxeur en lui appliquant de la vaseline sur le visage.

Dans certains sports de combat un cutman est la personne responsable de la prévention et de la prise en charge des blessures physiques d'un combattant lors de la période de repos entre chaque round, lors de matchs de sports de combat comme la boxe, le kickboxing ou le combat libre. Les blessures concernées sont essentiellement des hématomes, des hémorragies nasales et des plaies du visage. Les règles de ces sports stipulent que ce genre de blessure peut être une cause d'arrêt du combat, comptant comme une défaite pour le combattant blessé. Le cutman a donc un rôle essentiel, et son efficacité peut être un facteur déterminant dans le résultat d'un match.
La rémunération des cutmen varie considérablement, pouvant aller de 1 à 3 % de la bourse du combattant. Pour ceux ayant un petit budget, les devoirs du cutman sont remplis par leur homme de coin. Même si de nombreuses organisations demandent la présence d'un cutman pour délivrer une licence, il n'y a pas la plupart du temps de formation ou de diplôme requis. La plupart des cutmen apprennent leur art sur le terrain.

## Cutmen notables
- Chuck Bodak (en), cutman spécialisé dans le monde de la boxe qui a travaillé avec plus e 50 champions du monde dont Muhammad Ali, Rocky Marciano, Thomas Hearns, Julio César Chávez, Evander Holyfield et Oscar De La Hoya[4].
- Rafael Garcia, cutman connu pour avoir travaillé avec Floyd Mayweather Jr[5].
- Al Gavin, qui a travaillé avec Lennox Lewis, Micky Ward et Oscar De La Hoya[6].
- Jacob "Stitch" Duran, cutman spécialisé en boxe et en MMA qui a notamment travaillé pour l'UFC où il fut assigné à de nombreux combats majeurs jusqu'en 2015, année durant laquelle il est renvoyé de la fédération[7]. En 2016, il est engagé en tant que cutman par Bellator MMA, fédération concurrente de l'UFC[8]. Dans le monde de la boxe, il a notamment été le cutman des frères Vitali Klitschko et Wladimir Klitschko ainsi que de Tony Yoka et est également apparu dans les derniers opus de la franchise Rocky (Rocky Balboa, Creed : L'Héritage de Rocky Balboa, Creed 2 et Creed 3)[9].